# Lizard (album)
Lizard – trzecia płyta zespołu King Crimson wydana według Melody Maker 26 listopada 1970 roku (zob. 1970 w muzyce) przez Island Records. Album zawiera improwizacje o freejazzowym charakterze, widoczny jest także wpływ Sketches of Spain Milesa Davisa. W utworze Lizard gościnnie wystąpił wokalista zespołu Yes – Jon Anderson.

## Lista utworów
1. „Cirkus” (Fripp/Peter Sinfield) – 6:27, zawiera:
  - „Entry of the Chameleons”
2. „Indoor Games” (Fripp/Sinfield) – 5:37
3. „Happy Family” (Fripp/Sinfield) – 4:22
4. „Lady of the Dancing Water” (Fripp/Sinfield) – 2:47
5. „Lizard” (Fripp/Sinfield) – 23:15, zawiera:
  1. „Prince Rupert Awakes”
  2. „Bolero – The Peacock's Tale”
  3. „The Battle of Glass Tears”
    1. „Dawn Song”
    2. „Last Skirmish”
    3. „Prince Rupert's Lament”

  4. „Big Top”

## Skład zespołu
- Robert Fripp – gitara, melotron, instrumenty klawiszowe
- Mel Collins – flet, saksofon
- Gordon Haskell – gitara basowa, śpiew
- Andy McCulloch – perkusja
- Peter Sinfield – słowa

gościnnie:
- Robin Miller – obój, rożek angielski
- Marc Charig – kornet
- Nick Evans – puzon
- Keith Tippett – pianino, pianino elektryczne
- Jon Anderson – śpiew (w „Prince Rupert Awakes”)